# Talavera Fútbol Sala
El Talavera Fútbol Sala, conocido por razones de patrocinio como OID Talavera, fue un equipo de fútbol sala situado en la ciudad de Talavera de la Reina, en la provincia de Toledo (Castilla-La Mancha). En la temporada 2009/2010 logró el ascenso a la División de Honor de la Liga Nacional de Fútbol Sala ganando en los play-off de ascenso al Fisiomedia Manacor. Jugó en División de Honor las temporadas 2010/2011 y 2011/2012, pero por problemas económicos no pudo inscribirse en la División de Honor para la temporada 2012/2013, aunque finalmente consiguió inscribirse en la Segunda División B y salvar el equipo de la desaparición. Tras finalizar la temporada como tercer clasificado, el club se vio abocado a la desaparición tras no poder hacer frente a sus deudas.
El club fue fundado en 1990 y heredó la estructura del Castilla-La Mancha Fútbol Sala (campeón de Liga en 1992 y 1997) cuando este desapareció. El nuevo club estuvo dirigido desde entonces por un grupo de empresarios locales.

## Historia
Talavera Fútbol Sala fue fundado en 1990 y comenzó a jugar en Primera Nacional "B", por entonces tercera categoría del fútbol sala español. El equipo logró su ascenso a Primera Nacional "A" en la temporada 1991/92 y permaneció allí desde 1992 hasta 1999. En 1995 se produjo la llegada del Castilla-La Mancha Fútbol Sala de Toledo a Talavera de la Reina, y desde esa temporada el Talavera FS se convirtió en su filial.
Cuando el Castilla-La Mancha FS desapareció en 2000, el Talavera Fútbol Sala se independizó. El equipo partió desde Primera Nacional "B" gestionado por un grupo de empresarios de Talavera, en la temporada 2001/02 subió a Primera "A" y dos años después certificó su ascenso a División de Plata, con un proyecto que buscaba devolver a la ciudad a la máxima categoría del fútbol sala. Después de siete temporadas, en la campaña 2009/10 el equipo finalizó en primera posición del Grupo I, y consiguió subir a División de Honor tras vencer al Fisiomedia Manacor.
En su primera temporada en División de Honor el máximo accionista del club, Benjamín Ramos, prescindió del modelo empresarial utilizado hasta entonces, después de que se marcharan los cuatro miembros de la Junta Gestora del club por desavenencias con la gestión. La Organización Impulsora del Discapacitado se convirtió en patrocinador en 2010.
En la temporada 2011-2012 hace historia al clasificarse por primera vez para la Copa de España de Fútbol Sala llegando a semifinales.